# 9981 Kudo
9981 Kudo è un asteroide della fascia principale. Scoperto nel 1995, presenta un'orbita caratterizzata da un semiasse maggiore pari a 2,6766202 UA e da un'eccentricità di 0,0260247, inclinata di 2,51061° rispetto all'eclittica.